# Cyttaria exigua
Cyttaria exigua är en svampart som beskrevs av Gamundí 1971. Cyttaria exigua ingår i släktet Cyttaria och familjen Cyttariaceae.   Inga underarter finns listade i Catalogue of Life.